# Kasugai
Kasugai (japanisch 春日井市, -shi) ist eine Stadt wenige Kilometer nördlich von Nagoya in der Präfektur Aichi auf Honshū, der Hauptinsel von Japan.

## Geographie
Kasugai liegt nördlich von Nagoya und erstreckt sich über die Nōbi-Ebene und die Owari-Hügelkette. Durch den Süden der Stadt fließt der Shōnai, ein 27 Kilometer langer Fluss.
Im Osten der Stadt wurde mit der Kōzōji New Town eine große Schlafstadt für Nagoya errichtet.
Kasugai grenzt an die Städte Nagoya (Bezirke Kita und Moriyama), Seto, Komaki, Inuyama und Toyoyama in Aichi, sowie an die Stadt Tajimi in der Präfektur Gifu.

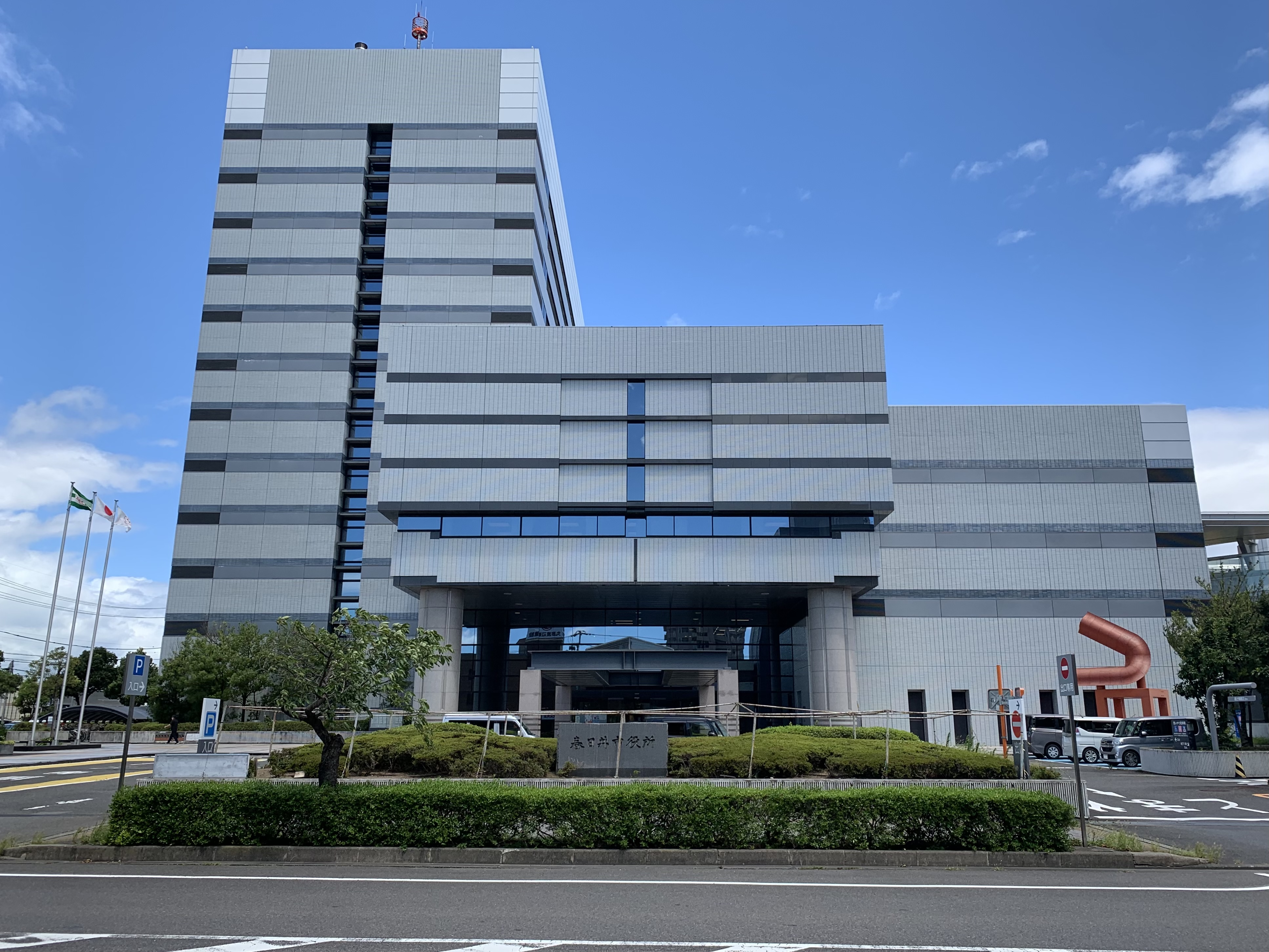
city hall

## Geschichte
In Kasugai wurde im Jahr 1328 der Mitsuzō-in (密蔵院), eine Tempel Tendai-Richtung des Buddhismus, errichtet.
Kasugai wurde am 1. Juni 1943 durch Zusammenschluss der Dörfer Kawaga, Toriimatsu, Shinogi und Takaki aus dem Kreis Higashi-Kasugai gegründet. Dies wurde durchgeführt, damit die in den Dörfern gelegenen Fabriken effizienter zur Waffenproduktion während des Zweiten Weltkriegs eingesetzt werden konnten. Am 1. Januar 1958 wurden auch die Dörfer Sakashita und Kōzōji eingemeindet. Am 1. April 2001 wurde die Stadt schließlich zur Großstadt mit Sonderstatus ernannt, wodurch ihr einige verwaltungstechnische Aufgaben von der Präfektur Aichi übertragen wurden.

## Verkehr
Kasugai wird durch die Chūō-Hauptlinie von JR Central, die Nagoya mit Tokio verbindet. Der wichtigste Bahnhof auf dem Stadtgebiet ist Kōzōji, wo die Aichi-Ringlinie der Aichi Kanjō Tetsudō in Richtung Toyota und Okazaki abzweigt. Der Bahnhof Kachigawa ist Ausgangspunkt der Jōhoku-Linie nach Biwajima.
Auf der Straße ist Kasugai über die Tōmei-Autobahn, die Nationalstraße 19 sowie die Nationalstraßen 155 und 302 erreichbar.
Ein Teil des Flughafens Nagoya liegt in Kasugai, der übrige Teil in Toyoyama, Komaki und Nagoya.

## Städtepartnerschaften
- Kelowna, Kanada, seit 1981

## Söhne und Töchter der Stadt
- Eiji Okuda (* 1950), Schauspieler
- Shō Itō (* 1988), Fußballspieler
- Kōki Sugimori (* 1997), Fußballspieler
- Shun Ayukawa (* 2001), Fußballspieler
- Alexandre Pisano (* 2006), japanisch-kanadischer Fußballspieler

## Weblinks

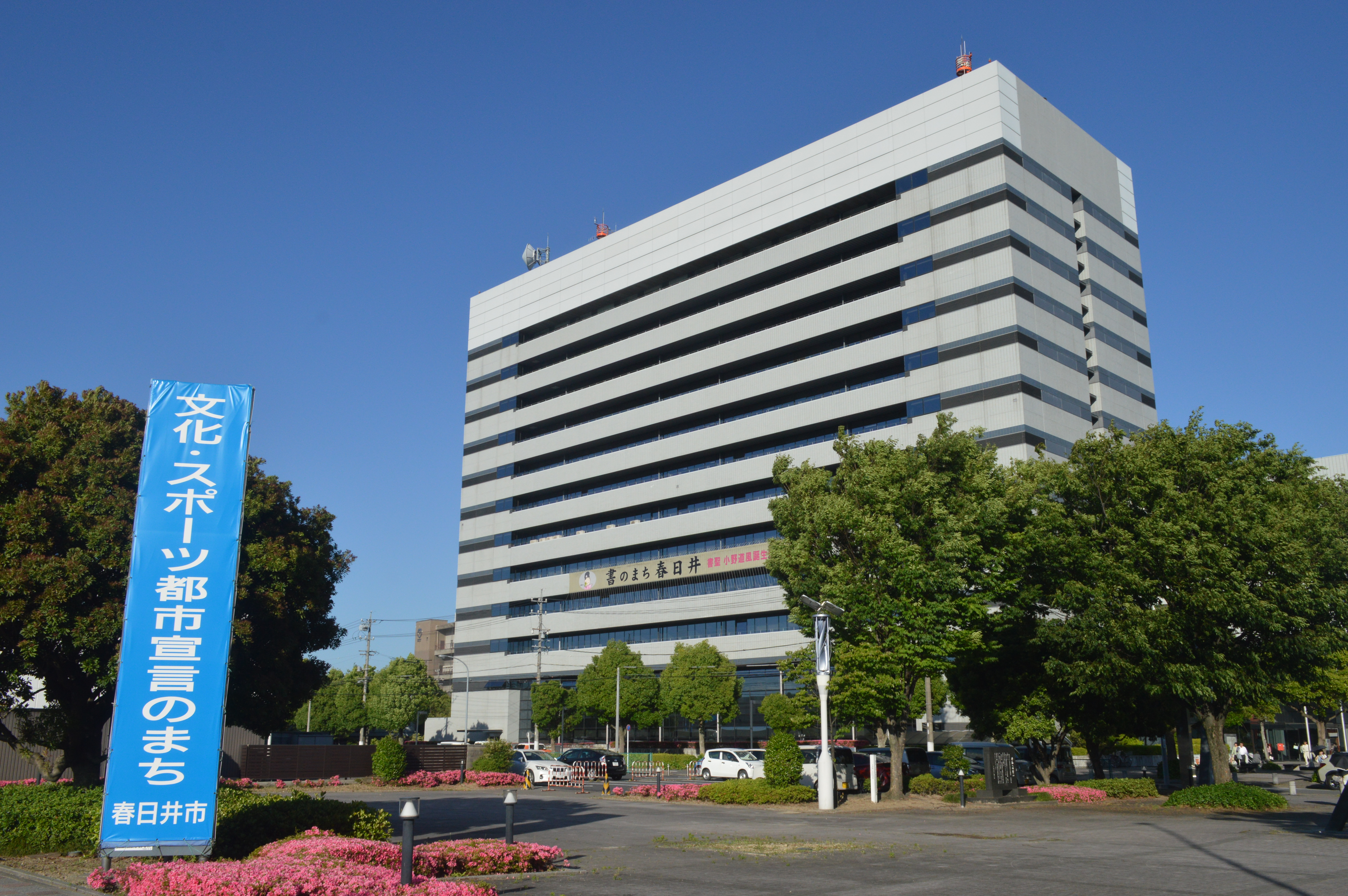
Rathaus Kasugai

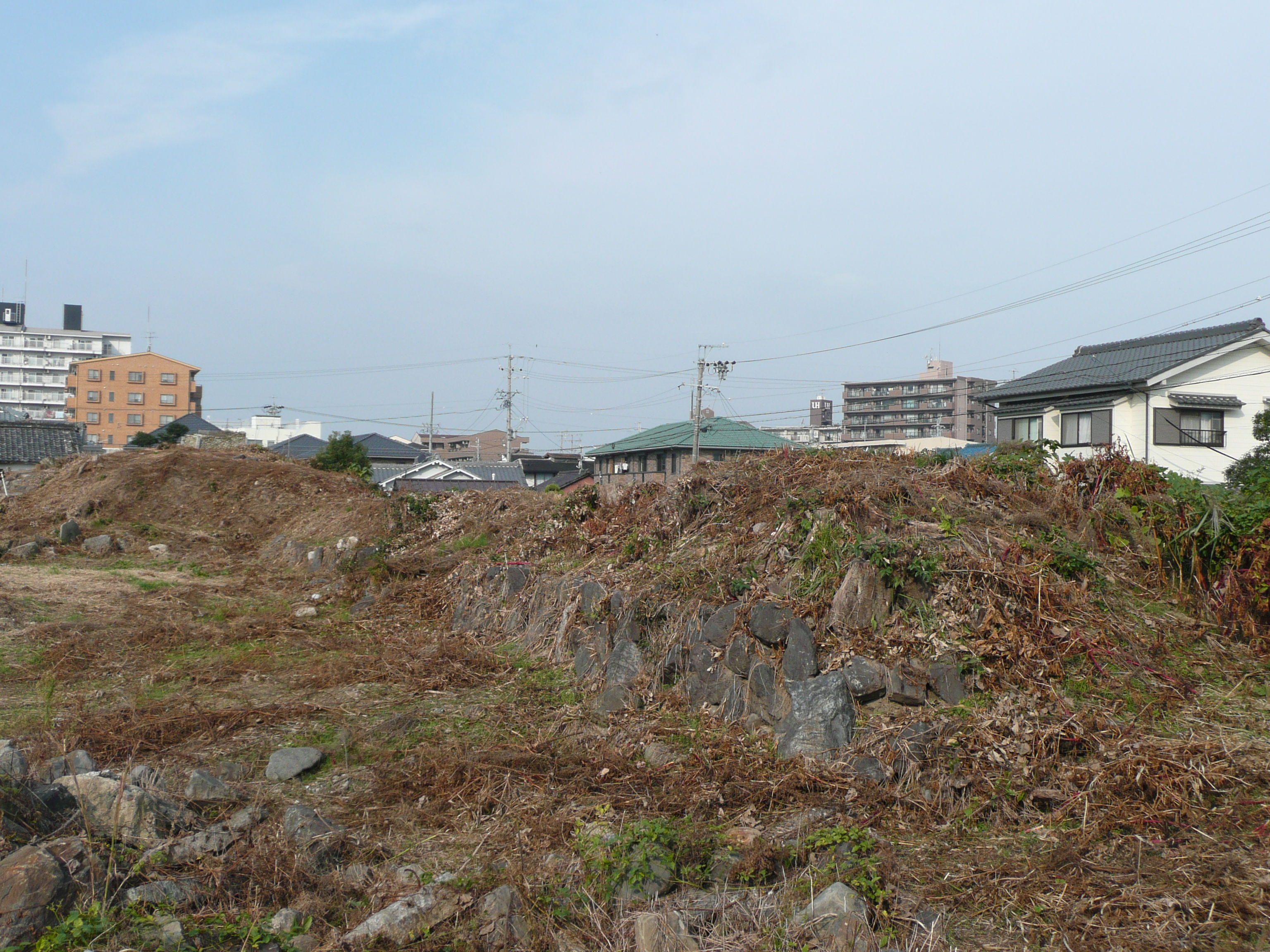
Jōjō-jō

## Angrenzende Städte und Gemeinden
- Präfektur Aichi
  - Nagoya
  - Inuyama
  - Seto
  - Komaki
  - Toyoyama
- Präfektur Gifu
  - Tajimi